# Énergie magnétique
L'énergie magnétique est l'énergie liée à un moment magnétique dans un champ magnétique.

## Énergie d'un moment magnétique sous champ magnétique
L'énergie potentielle d'un aimant de moment magnétique {\displaystyle {\vec {m}}}, dans un champ magnétique {\displaystyle {\vec {B}}}, est défini comme étant le travail mécanique de la force magnétique (en fait, du de couple magnétique) sur le ré-alignement du vecteur du dipôle moment magnétique, et est égal à :
{\displaystyle E_{p,m}=-{\vec {m}}\cdot {\vec {B}}}
Exemple : pour un moment magnétique d'amplitude {\displaystyle m={\mu _{B}}=0.9274\cdot 10^{-23}\mathrm {A~m} ^{2}}et un champ magnétique de 1 T, on obtient une énergie de {\displaystyle 9.274\cdot 10^{-23}\mathrm {J} }.

## Énergie stockée dans un inducteur

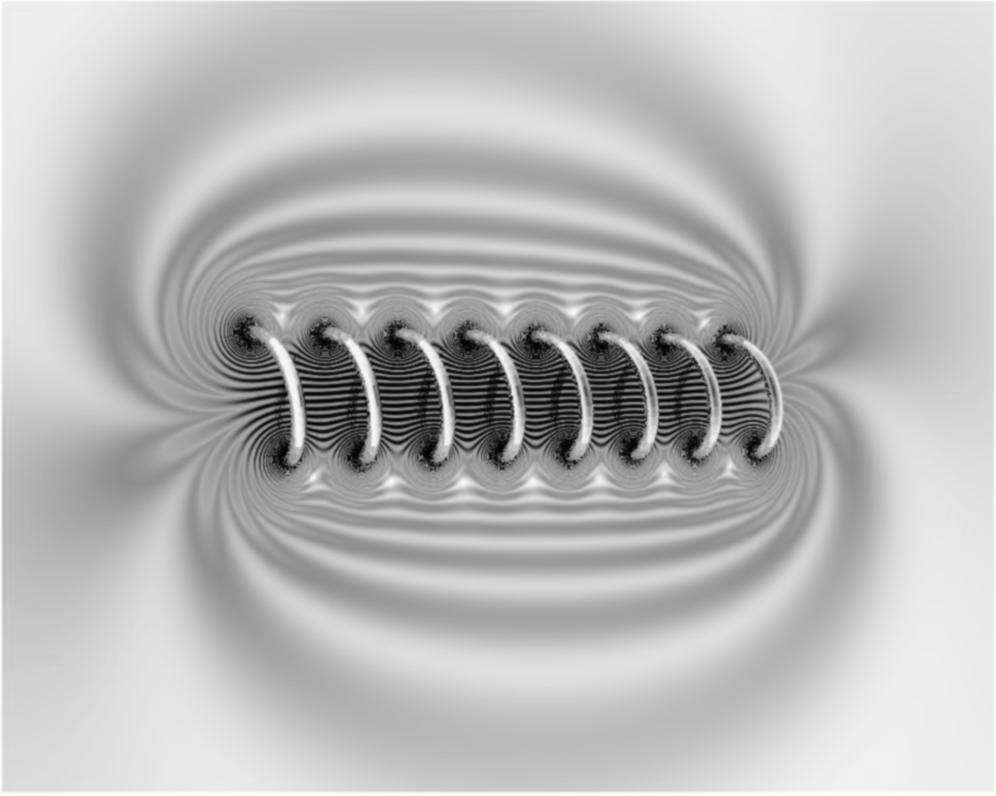
Lignes de champs pour un solénoïde (inducteur) traversé par un courant.

Considérons un inducteur idéal (d'inductance L). Afin de faire passer un courant dans l'inducteur, il est nécessaire d'apporter une énergie pour démarrer le courant.
Cette énergie, qui par la suite est stockée par le champ magnétique de l'inducteur, est récupérable une fois le courant éteint.
Lorsqu'on considère un courant {\displaystyle I} passant par l'inducteur d'inductance {\displaystyle L}, l'expression de la puissance dans l'inducteur est :
{\displaystyle P=UI=L\,I{\frac {\mathrm {d} I}{\mathrm {d} t}}}
En partant de l'expression reliant énergie et puissance, on obtient :
{\displaystyle E_{stock{\acute {e}}e}=\int \limits _{0}^{t}P\mathrm {d} t=\int _{0}^{I}L\,I'\,\mathrm {d} I'={\frac {LI^{2}}{2}}}
Cette expression est à la base de supraconducteurs magnétique de stockage de l'énergie. Elle permet d'obtenir une expression pour la densité d'énergie magnétique.
Dans un solénoïde, les résultats suivants sont valables :
{\displaystyle B={\frac {\mu NI}{l}}}, champ magnétique, où {\displaystyle \mu } est la perméabilité relative, {\displaystyle N} le nombre de spires de la bobine, et {\displaystyle I} le courant du système.
{\displaystyle L={\frac {\mu N^{2}A}{l}}}, induction magnétique, où  {\displaystyle l} est la longueur du solénoïde et {\displaystyle A} sa section.
On peut remplacer les termes de l'énergie stockée dans l'expression suivante, où le volume du système est donné par {\displaystyle A\,l} :
{\displaystyle u={\frac {\text{énergie}}{\text{volume}}}={\frac {\frac {LI^{2}}{2}}{A\,l}}}
d'où, la densité d'énergie magnétique (énergie par unité de volume) dans une région de l'espace de perméabilité {\displaystyle \mu _{0}}, contenant un champ magnétique {\displaystyle {\vec {B}}} s'écrit :
{\displaystyle u={\frac {1}{2}}{\frac {B^{2}}{\mu _{0}}}}
Plus généralement, si l'on suppose que le milieu est paramagnétique ou diamagnétique de sorte qu'une équation linéaire constitutive existe concernant  {\displaystyle {\vec {B}}} et {\displaystyle {\vec {H}}} , alors il peut être montré que le champ magnétique stocke une énergie égale à :
{\displaystyle E={\frac {1}{2}}\int {\vec {H}}\cdot {\vec {B}}\,\mathrm {d} V}
où l'intégrale est évaluée sur l'ensemble de la région où le champ magnétique existe.
Plus généralement, une énergie étant l'intégrale d'une variable d'effort généralisée (ici le champ magnétique {\displaystyle {\vec {H}}}) sur une coordonnée généralisée (ici l'induction {\displaystyle {\vec {B}}}), la densité d'énergie magnétique est définie par :
{\displaystyle u=\int {\vec {H}}\cdot \mathrm {d} {\vec {B}}}
ce qui dans le cas d'une relation linéaire entre le champ et l'induction {\displaystyle B=\mu \;H} redonne l'expression ci-dessus de la densité {\displaystyle B^{2}/(2\,\mu )}.